# Saʿīd ibn Zaid
Saʿīd ibn Zaid (arabisch سعيد بن زيد; um 593 – um 671) war ein Gefährte des Propheten Mohammed und einer der zehn Paradiesgefährten.

## Familie
Saīd bin Zaid war der Sohn von Zayd bin Amr aus dem Clan der Banū ʿAdī der Quraisch in Mekka. Sein Vater wurde im Jahre 605 ermordet.:103Saīd hatte mehr als 30 Kinder von mindestens 11 verschiedenen Frauen.

## Konvertierung zum Islam
Sa'id wurde ein Muslim im Jahre 614.:116 Seine Frau Fatima war ebenfalls früh zum Islam konvertiert.:116 Zuerst hielten sie ihren Glauben geheim, weil Fatimas Bruder Umar ein prominenter Verfolger von Muslimen war.:144,156 Eines Tages betrat Umar ihr Haus, während Khabbab las und verlangte zu wissen, was der Gesang war. Als sie leugneten, dass etwas gelesen worden war, ergriff Umar Sa'id und warf ihn zu Boden. Fatima stand auf, um ihren Ehemann zu verteidigen, und Umar schlug sie so hart, dass sie blutete. Das Paar gab zu, dass sie Muslime waren. Beim Anblick des Blutes bedauerte Umar, was er getan hatte, und fragte, was sie gelesen hätten.:156–157

## Auswanderung nach Medina
Sa'id schloss sich 622 der allgemeinen Hidschra-Auswanderung nach Medina an und logierte sich zunächst im Haus von Rifa'a ibn Abdul-Mundhir ein. Er wurde von Rafi ibn Malik aus dem Zurayq-Clan zum Bruder im Islam ernannt; eine alternative Tradition nennt seinen Bruder im Islam Talha ibn ʿUbaidallāh. Sa'id und Talha haben die Schlacht von Badr verpasst, weil Mohammed sie als Späher vorausgeschickt hat, um über die Bewegungen der Karawane in Abu Sufyan ibn Harb zu berichten. Als sie hörten, dass sie die Karawane verpasst hatten, kehrten sie nach Medina zurück und stellten fest, dass Mohammed und seine Armee Badr bereits erreicht hatten. Sie machten sich auf den Weg nach Badr und trafen in Turban auf die zurückkehrende siegreiche Armee. Mohammed gab ihnen jedoch einen Teil der Beute, als ob sie anwesend gewesen wären. : 329